# Heinrich von der Mark
Heinrich von der Mark (* 14. Dezember 1784 in Aldenhoven; † 14. Juni 1865 in Bamberg) war ein königlich bayerischer Generalleutnant. Er führte im Jahre 1848 für wenige Monate als Verweser das Bayerische Kriegsministerium.

## Leben

### Herkunft
Heinrich Ritter von der Mark war einer von drei Söhnen des herzoglich jülich-bergischen Hofkammerrates Heinrich von der Mark und dessen Frau Johanna Katharina, eine geborene von Esser.
Nach der Besetzung der linksrheinischen Gebiete durch Frankreich wurde der Vater aufgefordert, seine drei Söhne, unter Androhung von Gefängnis und Verlust seines Dienstes, zur französischen Armee zu stellen. Er missachtete die Aufforderung und schickte seine Söhne zum kurpfalz-bayerischen Heer. Heinrichs erster Bruder Philipp fiel 1809 in der Schlacht bei Wagram, sein zweiter Bruder Joseph diente als Offizier in der bayerischen Armee und wurde im Jahre 1838 als Oberst charakterisiert und pensioniert.

### Militärischer Werdegang
Heinrich trat am 25. November 1800 als Gemeiner mit der Distinktion eines Volontärs zu Amberg in das 1. Dragoner-Regiment ein und nahm mit dieser Einheit am Feldzug gegen Frankreich teil. Am 15. März 1801 wurde er Estandartführer einer Eskadron bei seinem Regiment. Bei der Aufstellung des 4. Chevaulegers-Regiment „Bubenhofen“ im März 1803 wurde er im gleichen Rang zu dieser Einheit versetzt, aber bereits am 18. April 1804 zum Unterleutnant im 3. Chevaulegers-Regiment „Leiningen“ befördert. Während des Feldzuges gegen Österreich 1805 fand er mehrfach Gelegenheit sich auszuzeichnen, ein Streifzug von München gegen Aibling und Rosenheim im Oktober 1805 brachte ihm eine besondere Belobigung ein.
Im Feldzug gegen Preußen 1806 und 1807 tat sich von der Mark, seit 25. Dezember 1806 zum Oberleutnant befördert, im Gefecht bei Wartha hervor. Er wurde im Armeebefehl vom 15. März 1807 ausdrücklich genannt. Im folgenden Feldzug gegen Österreich 1809 konnte er am 15. Mai 1809 im Gefecht bei Schwaz in Tirol eine Kompanie des 2. österreichischen Landwehrbataillons gefangen nehmen. Mit Diplom vom 20. Juli 1809, nach Armeebefehl vom 5. August 1809, erhielt von der Mark den Orden der Französischen Ehrenlegion. Auf dem Rückzug während des Russlandfeldzuges 1812 wurde er, seit 15. April 1812 Rittmeister, in der Schlacht bei Wjasma am 3. November am Kopf schwer verletzt.
Im Feldzug gegen Frankreich 1813 und 1814 nahm Rittmeister von der Mark am 1. Februar 1814 an der Schlacht bei La Rothière teil. Es gelang ihm während der Kämpfe, trotz erbittertem Widerstand der französischen Kavallerie, mehrere Geschütze einer französischen Batterie mit seiner Eskadron zu erobern. Das am 5. September 1814 zu München tagende Ordenskapitel des königlich bayerischen Militär-Max-Joseph-Ordens unter Vorsitz von General Heinrich Graf von Reuss sprach sich einstimmig für die Aufnahme von der Marks wegen seiner Verdienste in der Schlacht bei La Rothière in den Orden aus, der mit Armeebefehl vom 24. Juni 1814 erfolgte. Eine erste Belobigung erfolgte bereits im Armeebefehl vom 16. Februar 1814 und eine Verleihung des kaiserlich russischen St.-Wladimir-Ordens mit Armeebefehl vom 27. Februar 1814.
Mit der Aufstellung des Kürassier-Regiments im März 1815 wurde von der Mark am 1. April 1815, mit Beförderung zum Major, zu diesem Regiment, und bei der Aufstellung des 2. Kürassier-Regiments im September 1815, am 1. Oktober 1815 zu letztem Regiment versetzt. Am 1. Juni 1826 erfolgte seine Beförderung zum Oberstleutnant im 2. Kürassier-Regiment „Johann Nepomuk Prinz von Sachsen“. In diesem Dienstrang wechselte er am 1. September 1826 zum 2. Chevaulegers-Regiment „Taxis“ und am 1. Januar 1832 als Oberst zum 3. Chevaulegers-Regiment „Herzog Maximilian von Bayern“. Mit Armeebefehl vom 29. November 1838 erhielt Oberst von der Mark den russischen St.-Annen-Orden 2. Klasse. Seit dem 27. April 1841 Generalmajor und Brigadier der 4. Armee-Division wurde von der Mark mit allerhöchstem Signat vom 3. November 1841, laut Armeebefehl vom 25. Dezember 1841, das Ehrenkreuz des Ludwigsordens verliehen.
Am 1. Februar 1848 wurde von der Mark die Leitung des königlich bayerischen Kriegsministeriums als Verweser übertragen. Am 31. März 1848 erfolgte seine Beförderung zum Generalleutnant. Aber schon am 5. April 1848 wurde er, auf seine eigene Bitte hin, von der Führung des Kriegsministeriums entbunden. Nachdem er am 20. November 1848 seine Ernennung zum Kommandeur der 2. Kavallerie-Division in Ansbach erhielt, wurde er am 10. September 1849, er hatte seinen Abschied eingereicht, aus Krankheitsgründen pensioniert.
Heinrich von der Mark starb am 14. Juni 1865 im Alter von 80 Jahren in Bamberg. Er wurde auf dem Bamberger Hauptfriedhof bestattet, sein Grab ist erhalten.